# ADD-X Système SMP-8
ADD-X Système SMP-8 (SMP-8) је професионални рачунар, производ фирме ADD-X Systéme који је почео да се израђује у Француској током 1981. године.
Користио је Z80 као централни микропроцесор а RAM меморија рачунара SMP-8 је имала капацитет од 64 kb + до 256 KB по радној станици. 
Као оперативни систем кориштен је MP/M, CP/M.

## Детаљни подаци
Детаљнији подаци о рачунару SMP-8 су дати у табели испод.
|                       |                                                       |
| [ 1 ]                 |                                                       |
| Произвођач            |                                                       |
| Тип                   | професионални рачунар                                 |
| Меморија              | 64 + до 256 по радној станици                         |
| Поријекло             | Француска                                             |
| Година                | 1981                                                  |
| Тастатура             | Пуни помак, 97 тастера са нумеричким и едит тастерима |
| Процесор              |                                                       |
| Фреквенција процесора | непознато                                             |
| RAM                   | 64 + до 256 по радној станици                         |
| ROM                   | 2 + 2 по картици сваке радне станице                  |
| Текст                 | 80 стубова x 24 линија                                |
| Графика               | нема                                                  |
| Боја                  | једна боја                                            |
| Звук                  | нема звук                                             |
| Димензије             | 46,5 (ширина) x 51 (дубина) x 17,5 (висина)           |
| Портови               |                                                       |
| Оперативни систем     |                                                       |